# Pierwsze damy Ukrainy
Pierwsza dama Ukrainy – nieformalny tytuł grzecznościowy i protokolarny stosowany na określenie małżonki prezydenta Ukrainy.

## Lista małżonek prezydentów Ukrainy
| L.p. | Imię i nazwisko (lata życia)                                                               | Zdjęcie | Prezydent                               | Data uzyskania tytułu | Data utraty tytułu  | Dodatkowe informacje                         |
| ---- | ------------------------------------------------------------------------------------------ | ------- | --------------------------------------- | --------------------- | ------------------- | -------------------------------------------- |
| 1    | Antonina Krawczuk z domu Miszura Антоніна Кравчук уроджена Мішура (ur. 1935)               |         | Łeonid Krawczuk Леонід Кравчук          | 5 grudnia 1991(dts)   | 19 lipca 1994(dts)  |                                              |
| 2    | Ludmyła Kuczma z domu Tałałajewa Людмила Кучма уроджена Талалаєва (ur. 1940)               |         | Łeonid Kuczma Леонід Кучма              | 19 lipca 1994(dts)    | 23 lutego 2005(dts) |                                              |
| 3    | Kateryna Juszczenko z domu Czumaczenko Катерина Ющенко уроджена Чумаченко (ur. 1961)       |         | Wiktor Juszczenko Віктор Ющенко         | 23 lutego 2005(dts)   | 25 lutego 2010(dts) |                                              |
| 4    | Ludmyła Janukowycz z domu Nastenko Людмила Янукович уроджена Настенко (ur. 1949)           |         | Wiktor Janukowycz Віктор Янукович       | 25 lutego 2010(dts)   | 22 lutego 2014(dts) |                                              |
| -    | Hanna Turczynowa z domu Baliba Ганна Турчинова уроджена Белиба (ur. 1970)                  |         | Ołeksandr Turczynow Олександр Турчинов  | 23 lutego 2014(dts)   | 7 czerwca 2014(dts) | Żona pełniącego obowiązki prezydenta Ukrainy |
| 5    | Maryna Poroszenko z domu Perewedentsewa Марина Порошенко уроджена Переведенцева (ur. 1962) |         | Petro Poroszenko Петро Порошенко        | 7 czerwca 2014(dts)   | 20 maja 2019(dts)   |                                              |
| 6    | Ołena Zełenśka z domu Kijaszko Олена Зеленська уроджена Кияшко (ur. 1978)                  |         | Wołodymyr Zełenski Володимир Зеленський | 20 maja 2019(dts)     | nadal               |                                              |